# Mussaenda kanehirae
Mussaenda kanehirae är en måreväxtart som beskrevs av Elmer Drew Merrill och Lily May Perry. Mussaenda kanehirae ingår i släktet Mussaenda och familjen måreväxter. Inga underarter finns listade i Catalogue of Life.